# Ipnos (personaggio)
Ipnos è un personaggio immaginario creato da Gian Luigi Bonelli nel 1946 sulla scia del successo di Mandrake e protagonista di una omonima serie di fumetti a strisce edita dalla Redazione Audace.

## Biografia del personaggio
È un giovane illusionista e ipnotizzatore che parte alla ricerca di sette sigilli che gli permetteranno di giungere al tesoro dei Ming. Durante il viaggio dovrà affrontare gli uomini del Drago Nero e alcuni ladri comandati da Lula Smith.

## Storia editoriale
Le storie del personaggio vennero pubblicato nella collana Gli Albi del Mistero in due diverse serie edite fra il 1946 e il 1948. La prima era composta da 32 albi di grande formato orizzontale pubblicata dall'ottobre 1946 al 30 agosto 1947. Ogni numero era spillato e conteneva 12 pagine (8 + 4 di copertina). I prezzi di copertina sono variati nel tempo: i primi numeri costavano 5 lire l'uno, poi 8 lire, 10 lire e infine 15 lire. La seconda seguì immediatamente la prima serie esordendo nel 1947 e fu composta da soli 5 albi; il formato e il numero di pagine rimasero gli stessi, mentre il prezzo di copertina cambiò diventando di 35 lire. Tutte le storie furono scritte da Gian Luigi Bonelli.

## Elenco degli episodi

### Prima serie
| N° | Titolo                     | Data di pubblicazione | Disegni          |
| -- | -------------------------- | --------------------- | ---------------- |
| 1  | Ipnos il re della magia    | Senza data            | Gino Cossio      |
| 2  | L'enigma dei sigilli       | Senza data            | Gino Cossio      |
| 3  | La valle dei re            | Senza data            | Gino Cossio      |
| 4  | Il mistero della tomba     | Senza data            | Gino Cossio      |
| 5  | Gli adoratori del fuoco    | Senza data            | Gino Cossio      |
| 6  | Il tatuaggio rivelatore    | Senza data            | Paolo Piffarerio |
| 7  | La vendetta del drago      | 1º dicembre 1946      | Paolo Piffarerio |
| 8  | L'agguato mortale          | 8 dicembre 1946       | Paolo Piffarerio |
| 9  | Mastino all'opera          | 15 dicembre 1946      | Paolo Piffarerio |
| 10 | La mano del drago          | 22 dicembre 1946      | Paolo Piffarerio |
| 11 | La fine di Hassuan-Bey     | 29 dicembre 1946      | Paolo Piffarerio |
| 12 | Nel tempio del mistero     | 5 gennaio 1947        | Paolo Piffarerio |
| 13 | Gli strangolatori di Angor | 5 febbraio 1947       | Paolo Piffarerio |
| 14 | Lotta nella jungla         | 12 febbraio 1947      | Paolo Piffarerio |
| 15 | L'infame ricatto           | 19 febbraio 1947      | Guido Da Passano |
| 16 | La regina dei ladri        | 26 febbraio 1947      | Guido Da Passano |
| 17 | Delitto a bordo            | 15 marzo 1947         | Guido Da Passano |
| 18 | La caverna di Singapore    | 22 marzo 1947         | Guido Da Passano |
| 19 | In trappola                | 29 marzo 1947         | Guido Da Passano |
| 20 | Il segreto di Boro Bodur   | 5 aprile 1947         | Guido Da Passano |
| 21 | Nel regno degli spiriti    | 12 aprile 1947        | Guido Da Passano |
| 22 | L'uragano di fuoco         | 19 aprile 1947        | Guido Da Passano |
| 23 | Il pugnale di cristallo    | 26 aprile 1947        | Guido Da Passano |
| 24 | Il tempio della luna       | 3 maggio 1947         | Guido Da Passano |
| 25 | Il sindacato della morte   | 30 maggio 1947        | Guido Da Passano |
| 26 | La casa dello spavento     | 6 giugno 1947         | Guido Da Passano |
| 27 | La mano fantasma           | 13 giugno 1947        | Guido Da Passano |
| 28 | Le orchidee della morte    | 20 giugno 1947        | Guido Da Passano |
| 29 | I tagliatori di teste      | 30 luglio 1947        | Guido Da Passano |
| 30 | La luce che uccide         | 10 agosto 1947        | Guido Da Passano |
| 31 | Il segreto del X-6         | 20 agosto 1947        | Guido Da Passano |
| 32 | Lotta per la vita          | 30 agosto 1947        | Guido Da Passano |

### Seconda serie
| N° | Titolo                      | Data di pubblicazione | Copertina    |
| -- | --------------------------- | --------------------- | ------------ |
| 1  | L'impronta misteriosa       | 30 ottobre 1947       | Mario Uggeri |
| 2  | La mano di satana           | 20 novembre 1947      | Mario Uggeri |
| 3  | Il signore dell'abisso      | dicembre 1947         | Mario Uggeri |
| 4  | Tra gli artigli della morte | gennaio 1948          | Mario Uggeri |
| 5  | L'isola tabù                | febbraio 1948         | Mario Uggeri |